# 福岡玉屋
株式会社福岡玉屋（ふくおかたまや）は、かつて福岡県福岡市博多区中洲で営業していた日本の百貨店。

## 概要
1806年（文化3年）に肥前国小城郡牛津村（現・佐賀県小城市牛津町牛津）で田中丸善吉が荒物店を開業。
善吉の曾孫の（2代目）田中丸善蔵は、1920年（大正9年）に佐世保に九州で2番目となる百貨店を開業。
佐世保に続く百貨店の進出先として福岡を選び、紙与呉服店の廃業に伴う商品と什器を同年12月に買収。
1923年（大正12年）1月に東中洲の中橋詰角に竣工した福岡ビルディングを、1925年（大正14年）4月に買収を完了。
同年7月から改修工事を行うとともに増築を実施。
同年9月29日に「株式会社玉屋呉服店」を設立し、同年10月4日に福岡市で初となる百貨店を開業させた。
1928年（昭和3年）3月15日には全館を土間式に改装して、土足入店へ変更。
1932年（昭和7年）4月1日に九州初となるジャパン・ツーリスト・ビューローを開設し、1933年（昭和8年）2月18日には九州初との電光掲示板を電車通り側の壁面に設置した。
同年4月1日に増築が完工し、鉄筋コンクリート造7階建て・述べ約2,500坪という当時九州最大の百貨店となった。
1942年（昭和17年）6月にホワイトウェイ百貨店を松坂屋と共同経営する形で香港に進出した。
競合の激化による売上低迷に対応するため、
1973年（昭和48年）3月8日に鉄骨鉄筋コンクリート造り地上8階地下2階建て8,088m2を増築して、売場面積を23,159m2へ増床した。
1976年（昭和51年）11月には、系列のスーパー「マルタマ」の営業を「寿屋マルタマ」に継承してスーパーマーケット事業から撤退。
福岡地所と提携して再開発コンペに参加し、
1985年（昭和60年）10月28日に天神ファイブ跡地に移転する構想を福岡市に提出したが、コンペに敗れた。
しかし、地元優先を求める意見が多いとして、コンペの勝者であった明治生命保険と三菱地所との間で、当社の移転・出店に向けて交渉を重ねたが、売場面積約18,000m2の要求に対して約16,400m2以上を難しいとする明治・三菱側が折り合わず、同地への移転断念に追い込まれた。
その結果、天神ファイブ跡地には、1989年（平成元年）4月12日に明治生命保険と三菱地所によりイムズが開業した。
その後、NTT跡地に高島屋と共同で出店する計画もあったが、実現しなかった。
1992年（平成4年）1月30日に下川端地区市街地再開発準備組合が再開発組合の設立認可を申請した時点では、当社と高島屋が再開発ビルに百貨店を共同で出展すると共に、パルコと東京ドームがホテルを入居させる計画となっていた。
ところが、高島屋が出店辞退したで計画が暗礁に乗り上げる形になった。
その打開策として、1994年（平成6年）11月9日に玉屋が入居するビルの約半分を当社が約200億円で取得。地元企業が出資する新会社が残り約半分を約250億円をで取得するとともに約105億円を負担する形で、出店する計画となった。
当社は店舗の土地建物を売却して、その資金で保留床の取得資金を捻出する計画であった。
この構想の実現の為、1996年（平成8年）2月に川端百貨店が設立され、第三セクターの都市未来ふくおかの約4億円とほぼ同額を当社が出資することになっていた。
しかし、当社から川端百貨店へ移籍する人数などを巡って意見が対立するなどしたため、博多リバレインへの出店構想も白紙撤回。
こうした出店構想での迷走などによって、当社への不信感が広まって、業績不振に拍車がかかることになった。
売り上げの落ち込みは止まらず、経営の維持が困難となり、1999年（平成11年）7月15日に閉店、百貨店としての70年あまりの歴史に幕を下ろした。この日は、博多祇園山笠の「追い山」の日にあたり、地元の中洲流が博多祝い歌と博多手一本で長年の地域への貢献に感謝を表した。
この閉店後も「福岡空港売店」などの4つの小型店は営業を継続することになった。後に系列会社の玉屋食品が営業することとなった。
その後建物の解体までには数年を要したが、外資系企業などを中心としたプロジェクトグループにより新たなビルが建設され、2006年、新たな商業施設「ゲイツ」がオープンした。

### 年表
- 1806年（文化3年） - 肥前国小城郡牛津村（現・佐賀県小城市牛津町牛津）西町で初代田中丸善吉が荒物店「田中丸商店」を開業[28]。
- 1918年（大正7年）10月30日 - 佐世保玉屋の前身が「株式会社田中丸呉服店」に改組[28]。
- 1925年（大正14年）
  - 9月29日 - 福岡
  - 9月29日 - 福岡市東中洲町に「株式会社玉屋呉服店」を設立[1]。
  - 10月4日 - 福岡市初の百貨店として「玉屋呉服店」を開業[2]。
- 1941年（昭和16年）2月 - 「株式会社福岡玉屋」へ改称[1]。
- 1942年（昭和17年）6月 - 香港店開業[11]。
- 1962年（昭和37年）8月 - 玉屋リネン・サービス設立[1]。
- 1967年（昭和42年）9月 - サニクリーン九州設立[1]。
- 1972年（昭和47年）9月 - 玉屋友の会設立[1]。
- 1974年（昭和49年）3月 - ローズサービス設立[1]。
- 1979年（昭和54年）5月 - 博多地所設立[1]。
- 1986年（昭和61年）4月 - フレッシュ玉屋設立[1]。
- 1988年（昭和63年）2月 - タック設立[1]。
- 1989年（平成元年）2月 - 九州知多家設立[1]。
- 1999年（平成11年）7月15日 - 閉店。
- （時期不明） - 本社移転。（博多駅東2丁目2番2号）
- 2016年（平成28年） - 再度本社移転。（博多駅南4丁目8番25号）
- 2017年（平成29年） - 玉屋食品が（株）壱岐の島を合併。
- 2024年（令和6年） 5月末 - 旧福岡玉屋の商品券の利用を終了。[29]

## 主な関連会社
- 福岡マルタマストアー[30]

マルタマストアー - 福岡市上呉服町12-14
マルタマストアー長住店 - 福岡市長住5-15-10
1976年（昭和51年）11月に寿屋が設立した「寿屋マルタマ」に継承してスーパーマーケット事業から撤退。
- 玉屋食品 - 1965年（昭和40年）9月設立、本社福岡市、資本金1000万円、持株比率65%、飲食業[1]。
- 玉屋リネンサービス - 1962年（昭和37年）8月設立、本社福岡市、資本金4000万円、持株比率100%、クリーニング業[1]。
- 玉屋友の会 - 1972年（昭和47年）9月設立、本社福岡市、資本金200万円、持株比率100%、友の会[1]。
- フレッシュ玉屋 - 1986年（昭和61年）4月設立、本社福岡市、資本金3000万円、持株比率100%、物品販売業[1]。
- 昭和室内装備 - 1943年（昭和18年）6月設立、本社福岡市、資本金1500万円、持株比率81%、家具製造業[1]。
- サニクリーン九州 - 1967年（昭和42年）9月設立、本社福岡市、資本金1億円、持株比率50%、清掃具レンタル業[1]。
- ローズサービス - 1974年（昭和49年）3月設立、本社福岡市、資本金5500万円、持株比率100%、清掃具洗濯業[1]。
- 博多地所 - 1979年（昭和54年）5月設立、本社福岡市、資本金3000万円、持株比率35%、不動産賃貸業[1]。
- タック - 1988年（昭和63年）2月設立、本社福岡市、資本金3000万円、持株比率47%、広告・店装業[1]。
- 九州知多家 - 1989年（平成元年）2月設立、本社福岡市、資本金4000万円、持株比率100%、飲食業[1]。

## 作品での登場
小津安二郎が監督した映画『お早よう』では、最寄駅（東京郊外の新興住宅街が舞台）からの通勤帰途に、笠智衆や東野英治郎らが立ち寄る赤ちょうちん街の屋外広告の一つとして、同店名見出し看板が使用された。